# Polyommatus germaniciae
Polyommatus germaniciae är en fjärilsart som beskrevs av Pfeiffer 1932. Polyommatus germaniciae ingår i släktet Polyommatus och familjen juvelvingar. Inga underarter finns listade i Catalogue of Life.